# 羅伯特·阿爾默
羅伯特·阿爾默（Robert Almer）是奧地利的一位足球運動員，在場上司職門將。

## 外部連結
- Robert Almer （页面存档备份，存于） at transfermarkt.co.uk
- fussballdaten.de：Robert Almer之統計數據 （德文）